# Palais Dietrichstein (Graz)

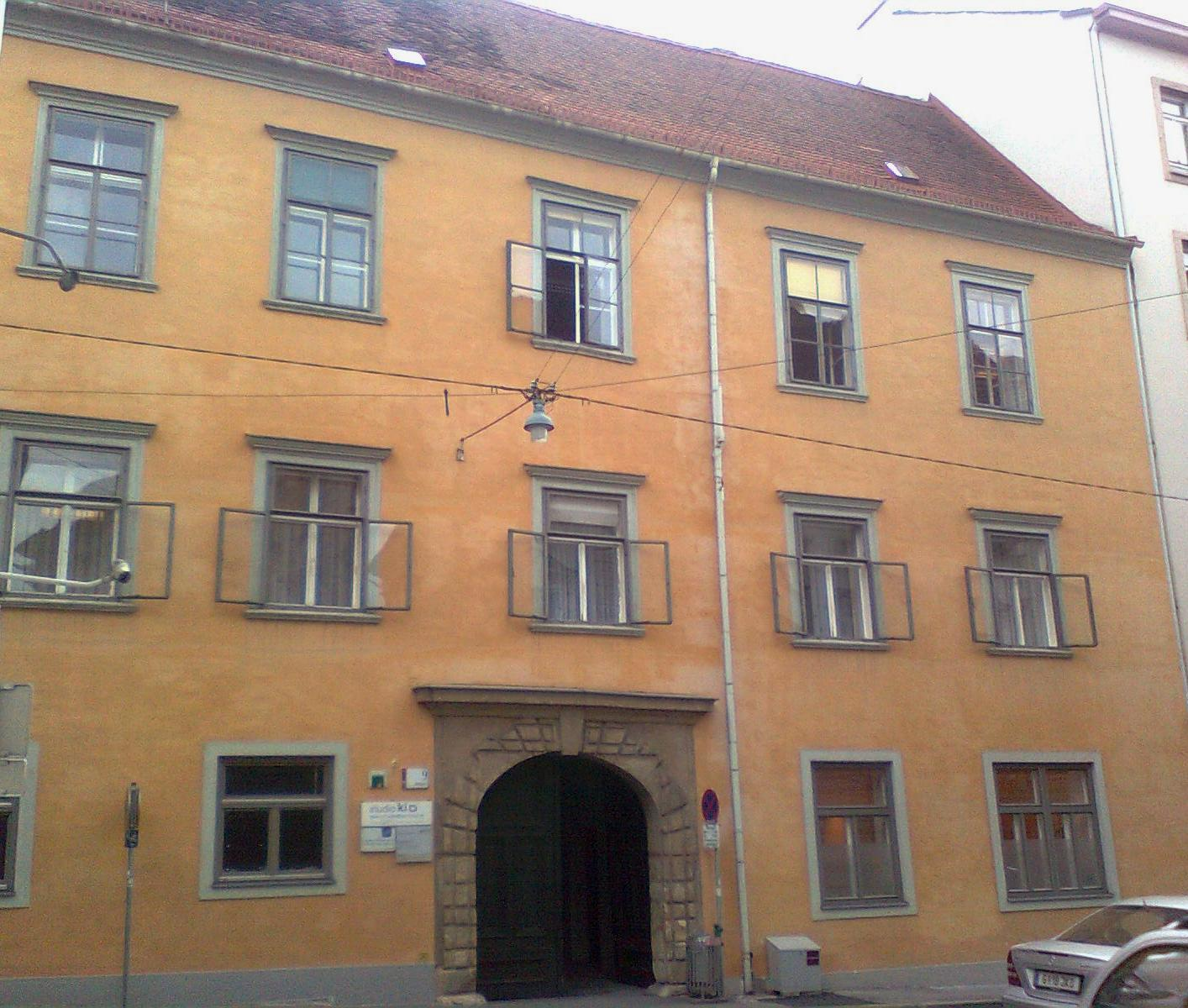
Palais Dietrichstein (2010)

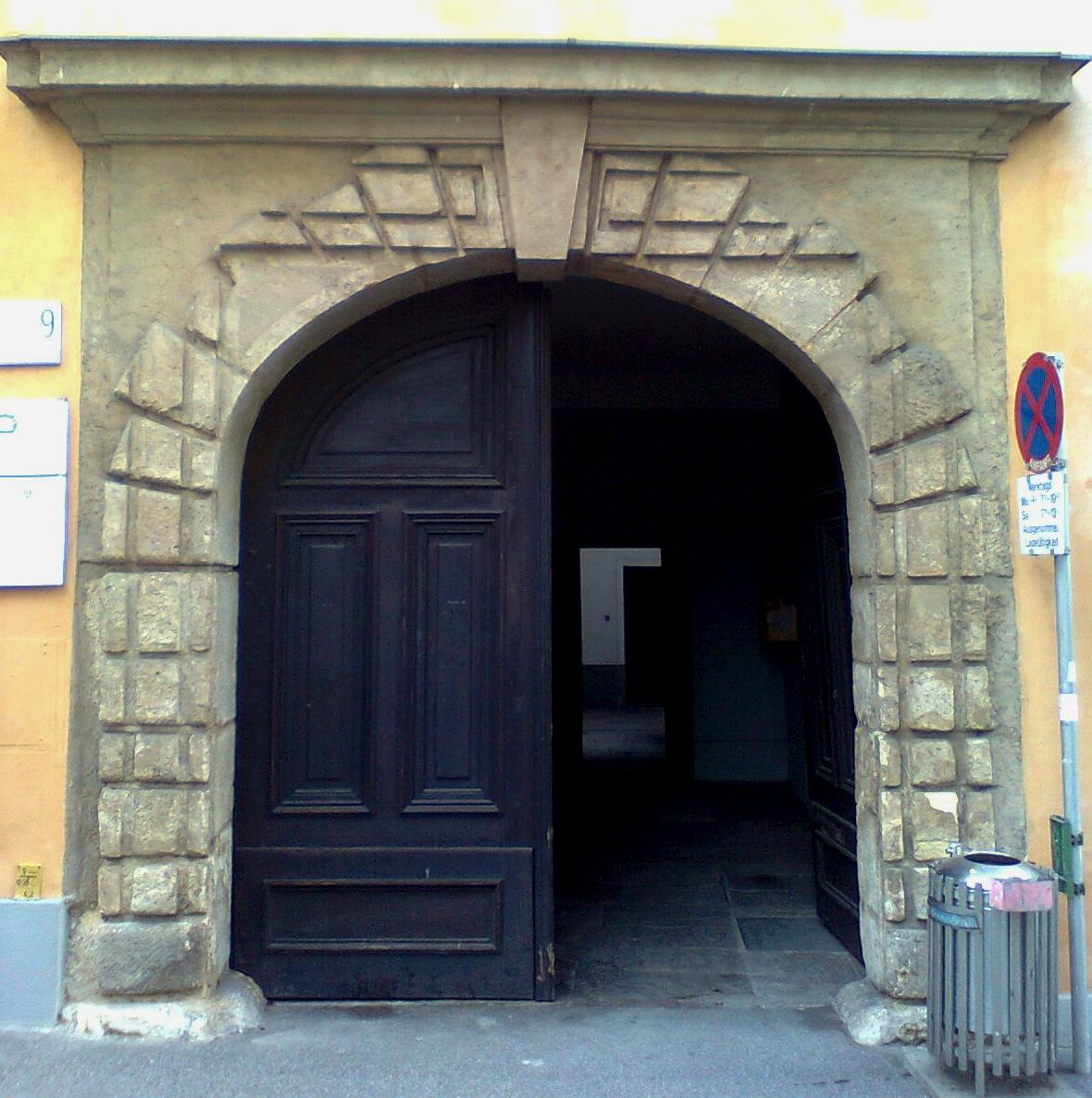
Portal (2010)

Das Palais Dietrichstein ist ein ehemaliges Grazer Stadtpalais in der Burggasse, Hausnummer 9, im Bezirk Innere Stadt.

## Geschichte
Die ursprünglichen Besitzer des Palais waren das Adelsgeschlecht der Grafen von Herberstein und danach die Grafen von Galler. Von 1635 bis 1803 befand es sich im Eigentum der Familie Dietrichstein, die dem Palais seinen heutigen Namen gaben, bis es dann 1827 Franz Xaver von Fraydenegg und dessen Erben und ab 1879 der Familie Conrad gehörte.

## Architektur und Gestaltung
Der Baukern des Palais Dietrichstein stammt aus dem dritten Viertel des 16. Jahrhunderts. Die dreigeschoßige Anlage wurde im Jahr 1785 nach den Plänen des Baumeisters Joseph Hueber umgebaut. Sehenswert ist das Stiegenhaus mit seinem Stuckplafond und dem Treppengitter, das wie der Hausflur zwischen 1770 und 1775 entstand und den Übergang zwischen Rokoko und Klassizismus anzeigt. Der große Saal im dritten Stockwerk mit seinen Tonnengewölbe ist mit Seccomalereien, die Szenen aus Ovids Metamorphosen zeigen und Franz Stainpichler zugeschrieben werden, verziert. Außerdem ist eine reiche Stuckdekoration in Laub-, Bandel- und Gitterwerkstil im Raum zu finden.